# Лагодівський став
Лагодівський став — колишній став, розташовувався між сучасними містом Броди та селами Лагодів і Смільне.

## Назва
Став називався Лагодівським через те, що саме у селі Лагодові була облаштована головна гребля. В самому Лагодові збереглися топоніми назв деяких частин села. Зокрема, «Гончарі» — це єдина судільна назва частини села, усі інші так чи інакше, пов'язані із водою — «Гребля», «Новоставці», «Підстав», а греблею називають ще й шлях, довжиною 1,4 км, що прямує з Лагодова до урочища Гатки.

## Історія
Лагодівський став вперше згадується у документах XVI століття. Саме про нього пише й гість міста, довірений дворянин короля Речі Посполитої Яна III Собеського француз Франциск Пауліно Д’аллерак (Далейрак): «Місто розташоване на широкій піщаній долині, оточеній хвойними лісами, місцями гаями, які перетинає великий став. Над ставом підвищується цитадель, оточена водою з трьох боків». Під долиною, за Далейраком, слід розуміти широку заплаву річки Бовдурки. З обидвох боків цієї заплави й донині ростуть соснові ліси, які перетинав великий став, над яким височів острів з фортифікаціями міста Броди та цитадель. Через те, що став мав штучне (рукотворне) походження, як стверджували деякі історики, то його призначенням було обороняти із заходу фортифікації міста-фортеці Броди. Фортецю на острові, що омивався водами Лагодівського ставу, споруджено за проектом французького інженера Г. Л. де Боплана та італійського будівничого Андреа дель Аква за планами та принципами ідеального міста Вінценцо Скамоцці.
На восьмому фрагменті Генеральної мапи України 1650 року відомого французького інженера Гійома Левассера де Боплана показана Лагодівська гребля та весь Лагодівський став. Фортеця Броди була розташована посеред води у східній частині Лаголівського ставу. На своїй мапі Боплан також позначив п'ятикутну цитадель та кільце земляних укріплень тогочасного міста Броди. Якщо брати до уваги масштаб мапи Боплана, то Лагодівський став був у понад 2 км шириною та 6,5 км довжиною, тобто площа ставу, створеного Лагодівською греблею була понад 12 км².  
Фортифікації Бродів та система водних перешкод, створена завдяки каскаду ставів вздовж русла Бовдурки, що починався від села Бовдури до верхів'я річки, далі за Старі Броди та закінчувалися між сучасними селами Гаї і Суховоля, складали надійний захист міському населенню та мешканцям навколишніх сіл й становили серйозну перешкоду на шляху ворога. 
Лагодівський став проіснував до кінця XVIII століття. Такий висновок можна зробити з військово-топографічної мапи Східної Галичини військового інженера, обер-лейтенанта австрійського генерального штабу Фрідріха фон Міґа кінця XVIII століття. З мапи фон Міґа видно, що місто оточене водними плесами та заболоченими плавнями. Воду з Лагодівського ставу спустили найімовірніше тоді, коли руйнували Бродівську фортецю у 1812 році й потому його більше не наповнювали. 
До наших днів ця цікава пам'ятка не збереглася. Її було знищено (осушено) під час розбудови міста Броди та руйнування міських оборонних укріплень ще за австрійських часів і, особливо, під час меліоративних робіт у радянський період.

## Дослідження
Найповніший опис Лагодівського ставу був поданий істориком та краєзнавцем Дмитром Чоботом у своїй книзі «Броди та його округа княжих часів Русі-України X—XV століть».